# Lijst van vice-presidenten van de Raad van State (Nederland)
Onderstaand volgt een lijst van vice-presidenten van de Nederlandse Raad van State sinds 1814.

## Lijst
| Periode    | Portret | Vice-president                          | Politieke kleur   | Achtergrond                                                             |
| ---------- | ------- | --------------------------------------- | ----------------- | ----------------------------------------------------------------------- |
| 2018-heden |         | Thom de Graaf                           | D66               | Minister van Bestuurlijke Vernieuwing en fractievoorzitter Tweede Kamer |
| 2012-2018  |         | Piet Hein Donner                        | CDA               | Minister van Binnenlandse Zaken en Koninkrijksrelaties                  |
| 1997-2012  |         | Herman Tjeenk Willink                   | PvdA              | Voorzitter van de Eerste Kamer                                          |
| 1980-1997  |         | Willem Scholten                         | CHU/CDA           | Minister van Defensie en Tweede Kamerlid                                |
| 1973-1980  |         | Marinus Ruppert                         | ARP               | Voorzitter CNV                                                          |
| 1959-1972  |         | Louis Beel                              | KVP               | Minister van Algemene Zaken                                             |
| 1956-1959  |         | Bram Rutgers                            | ARP               | Commissaris van de Koningin in Zuid-Holland                             |
| 1933-1956  |         | Frans Beelaerts van Blokland            | -                 | Minister van Buitenlandse Zaken                                         |
| 1928-1932  |         | Alex van Lynden van Sandenburg          | ARP               | Commissaris van de Koningin in Utrecht                                  |
| 1914-1928  |         | Wilhelmus Frederik van Leeuwen          | Oud-Liberaal      | Eerste Kamerlid                                                         |
| 1912-1914  |         | Joan Röell                              | BVL               | Voorzitter van de Tweede Kamer                                          |
| 1903-1911  |         | Petrus Johannes van Swinderen           | CHU               | Commissaris van de Koningin in Drenthe                                  |
| 1897-1903  |         | Johan Willem Meinard Schorer            | Conservatief      | Commissaris van de Koningin in Noord-Holland                            |
| 1893-1897  |         | Johan Æmilius Abraham van Panhuys       | -                 | Commissaris van de Koningin in Overijssel                               |
| 1876-1893  |         | Gerlach Cornelis Joannes van Reenen     | Conservatief      | Voorzitter van de Tweede Kamer                                          |
| 1862-1876  |         | Æneas Mackay                            | antirevolutionair | Tweede Kamerlid                                                         |
| 1848-1858  |         | Willem Gerard van de Poll               | Regeringsgezind   | Secretaris in het kabinet van de Koning                                 |
| 1841-1848  |         | Hendrik Jacob van Doorn van Westcapelle | Conservatief      | Minister van Binnenlandse Zaken                                         |
| 1829-1840  |         | Willem II van Oranje-Nassau             | Orangist          | Kroonprins                                                              |
| 1817-1829  |         | Johan Hendrik Mollerus                  | Orangist          | Commissaris-generaal voor Oorlog                                        |
| 1814-1816  |         | Gijsbert Karel van Hogendorp            | Orangist          | Secretaris van Staat voor Buitenlandse Zaken                            |